# Shirase Bank
Shirase Bank är en sandbank i Antarktis. Den ligger i havet utanför Västantarktis. Nya Zeeland gör anspråk på området.